# جريج سولكن
جريج سولكن (بالإنجليزية: Gregg Sulkin)‏ (29 مايو 1992) ممثل إنجليزي بدأ مجاله الفني في عام 2002.

## روابط خارجية
- جريج سولكن على موقع IMDb (الإنجليزية)
- جريج سولكن على موقع روتن توميتوز (الإنجليزية)
- جريج سولكن على موقع ألو سيني (الفرنسية)
- جريج سولكن على موقع أول موفي (الإنجليزية)
- جريج سولكن على موقع إن إن دي بي (الإنجليزية)
- جريج سولكن على موقع قاعدة بيانات الفيلم (الإنجليزية)
- جريج سولكن على موقع كينوبويسك (الروسية)
- Gregg Sulkin at the Music Television